# Wulfhere
Wulfhere (VII secolo – 675) fu sovrano di Mercia, che governò dal 657 o 658 fino alla morte.

## Biografia
Dopo la disastrosa battaglia di Winwaed, riuscì a restaurare il potere della Mercia. Wulfhere prese il potere a seguito di una ribellione dei merciani contro il dominio di Oswiu re di Northumbria. Sebbene il padre fosse stato l'ultimo grande sovrano anglosassone pagano, egli fu un fervente cristiano, che cercò di diffondere in ogni modo nel suo regno. In questo fu molto aiutato dal vescovo Jaruman e poi da Chad di Mercia. E lavorò anche fuori dai confini del suo regno per far sì che il Sussex e il Wessex ad accettare la nuova fede. Avrebbe anche fondato uno o due monasteri.
Wulfhere strappò il regno di Lindsey alla Northumbria e nel 661 condusse con successo una campagna militare contro il Wessex. Secondo la Cronaca anglosassone, egli estese il suo regno fino ad Ashdown e all'isola di Wight, che tolse a re Æðelwealh del Sussex. Dopo una serie di conquiste, nell'ultima parte del suo regno subì una serie di sconfitte, come nel 674 quando tentò di invadere la Northumbria di Ecgfrith. Nel 675 fu invece combattuta una battaglia tra i merciani e Aescwine del Wessex. Wulfhere morì quello stesso anno in circostanze sconosciute.
Gli succedette il fratello Aethelred. 

## Matrimonio e discendenza
Wulfhere sposò sant'Ermenegilda di Ely, figlia di re Eorcenberht del Kent, dalla quale ebbe:
- Coenred, che salì al trono nel 704 dopo Aethelred;
- santa Werburga, che divenne badessa di Ely.